# Головний залізничний вокзал Варшави

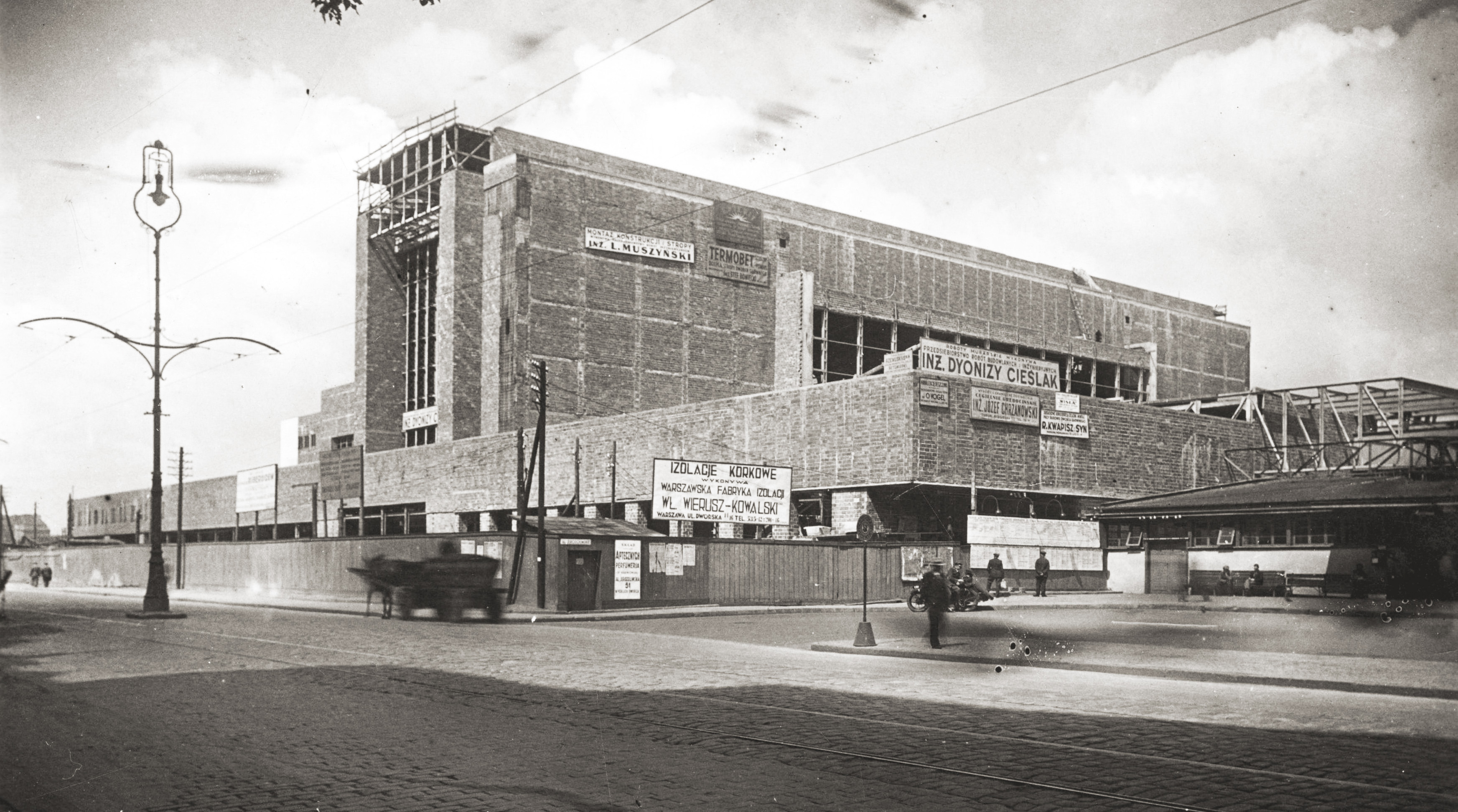
Головний залізничний вокзал, 1938.

Головний залізничний вокзал Варшави (пол. Warszawa Główna) — назва двох різних залізничних вокзалів у Варшаві, Польща, які зараз не існують.
Менша кінцева станція з двома платформами знову отримала назву Варшава-Головна й була відкрита 14 березня 2021 року. Назву було збережено лише з історичних причин, а фактичним головним вокзалом Варшави є Варшава-Центральна, розташований приблизно за 1 км на схід. Відновлений вокзал тепер слугує кінцевою станцією для Лодзинської міської залізниці (ŁKA) та деяких поїздів Мазовецької залізниці, InterRegio та PKP Intercity з напрямку Лодзі, а також скороченим маршрутом для поїздів з П'ясечно Варшавської швидкісної міської залізниці (SKM).

## Історія
Перша ідея будівництва головного вокзалу у Варшаві, який би об'єднував усі залізничні лінії міста, з'явилася у 1879 році. З практичного погляду, маючи одну лінію стандартної колії та кілька залізничних ліній широкої колії, що закінчувалися у Варшаві в XIX столітті, створення єдиного «головного» вокзалу було б далеко не тривіальною пропозицією. Однак, коли Польща відновила свою незалежність, а стандартна колія була прийнята повсюдно, цей проєкт був відроджений. У 1921 році, коли розпочалися роботи з модернізації Варшавського залізничного вузла, стало зрозуміло, що застарілий Віденський вокзал необхідно знести. Після цього пасажирські перевезення перебрала на себе тимчасова станція на вулиці Хмільній, яка була відкрита у 1921 році. 7 червня 1927 року радянський посол у Польщі Петро Войков був смертельно поранений білоемігрантом на вокзалі під час зустрічі з Аркадієм Розенгольцем, колишнім послом СРСР у Великій Британії.

## Будівництво
Було вирішено, що після знесення Віденського вокзалу буде збудовано новий вокзал. Роботи розпочалися у 1932 році, а монументальний комплекс спроєктували архітектори Чеслав Пшибильський та Анджей Пшеницький, а інженером-будівельником був Вацлав Женчиковський. Вокзал мав стати найважливішим залізничним вокзалом Другої Речі Посполитої та одним з найсучасніших у тогочасній Європі. Комплекс мав бути обладнаний найсучаснішими приладами, в тому числі електричним опаленням.
Будівля вокзалу була розташована вздовж головної вулиці Варшави, Алеї Єрозолімської, приблизно на місці сучасного залізничного вокзалу Варшава-Східна між вулицями Маршалковською та Емілія Плятер, а платформи знаходилися в тунелі Варшавської міжміської лінії.
Вокзал був спроєктований у стилі модернізму з популярними тоді елементами ар-деко. За задумом архітекторів, вокзал мав бути багатофункціональним, багато місця було відведено під різноманітні магазини, розважальні заклади та ресторани. У 1938 році будівництво тривало, і перші пасажири змогли скористатися частково завершеним вокзалом, однак будівля так і не була добудована через початок Другої світової війни.

## Друга світова війна
За кілька тижнів до війни, 6 червня 1939 року, ще недобудована станція була частково знищена пожежею, яку влаштувала бригада необережних зварювальників. Спочатку багато хто вважав, що це був акт саботажу з боку німецьких або радянських агентів. Під час гасіння пожежі, яке особисто очолював міністр внутрішніх справ Феліціян Славой Складковський, один пожежник загинув, а троє були поранені.
У вересні 1939 року станція була пошкоджена під час облоги Варшави внаслідок німецького повітряного бомбардування. Окупаційна влада провела деякі тимчасові ремонтні роботи, накривши згорілу будівлю новим дахом. Вокзал, хоч і недобудований та частково зруйнований, продовжував працювати до Варшавського повстання. Через чотири місяці після повстання, у січні 1945 року, німці, незадовго до відступу, підірвали залишки вокзалу в рамках запланованого знищення міста.

## Повоєнний час
Після війни на захід від центру міста в районі Воля, використовуючи колії колишнього товарного двору та тимчасову дерев'яну будівлю на вулиці Товарній, було створено імпровізований вокзал Варшава-Головна, який обслуговував потяги західного напрямку. Після реконструкції міської лінії з 1963 року деякі поїзди почали оминати станцію, а після відкриття нового залізничного вокзалу Варшава-Центральна у 1975 році вона перебрала на себе роль головного вокзалу Варшави, але деякі регулярні та спеціальні поїзди продовжували використовувати станцію Варшава-Головна до 1997 року. Дерев'яна будівля все ще стоїть у 2023 році, хоча і в дуже поганому стані, і в ній знаходиться частина Музею Варшавської залізниці. На одній з платформ знаходиться сезонний нічний ринок, де бари, ресторани та кафе пропонують варшав'янам їжу і напої у вівторок, п'ятницю, суботу та неділю ввечері.
Будівництво нових колій та платформ на місці станції розпочалося в березні 2018 року, а перший потяг з відновленої станції відправився 14 березня 2021 року. Станція обслуговує поїзди, що прямують до Ловіча, Сохачева, Добєшина, Скерневиць та Лодзі-Фабричної. Під час запланованої реконструкції міжміської лінії станція також буде кінцевим пунктом для поїздів далекого прямування.
До 2021 року станція офіційно називалася Варшава-Головна пасажирська, що означало, що вона призначена виключно для пасажирських поїздів. Після відновлення регулярного руху у 2021 році назву спростили, прибравши останній сегмент, тоді як окрема станція Варшава-Головна Товарна, призначена для вантажних поїздів, названа так у 2000 році, зберегла свою повну назву. Назва станції вводить в оману, оскільки вона є головним вокзалом Варшави відповідно до конвенції Польських залізниць, тоді як насправді це лише другорядна станція, що обслуговує невелику кількість регіональних поїздів.

## Залізничне сполучення
Вокзал обслуговується наступними лініями:
- Міжміське сполучення — Лодзь-Фабрична — Варшава-Головна[2][3].
- Міжміське сполучення — Бидґощ-Головна — Варшава-Головна[4].
- Міжрегіональне сполучення — Лодзь-Фабрична — Варшава-Головна[5].
- Послуги InterRegio — Лодзь-Каліска — Варшава-Головна[6].
- Послуги InterRegio — Острув-Великопольський — Лодзь — Варшава-Головна[7].
- Міжрегіональні послуги — Познань-Головний — Острув-Великопольський — Лодзь — Варшава-Головна[8].
- Регіональне сполучення — Лодзь — Варшава
- Приміське сполучення — П'ясечно — Варшава